# Magnolia maudiae
Magnolia maudiae är en magnoliaväxtart som först beskrevs av Stephen Troyte Dunn, och fick sitt nu gällande namn av Richard B. Figlar. Magnolia maudiae ingår i släktet Magnolia och familjen magnoliaväxter. Inga underarter finns listade i Catalogue of Life.

## Bildgalleri

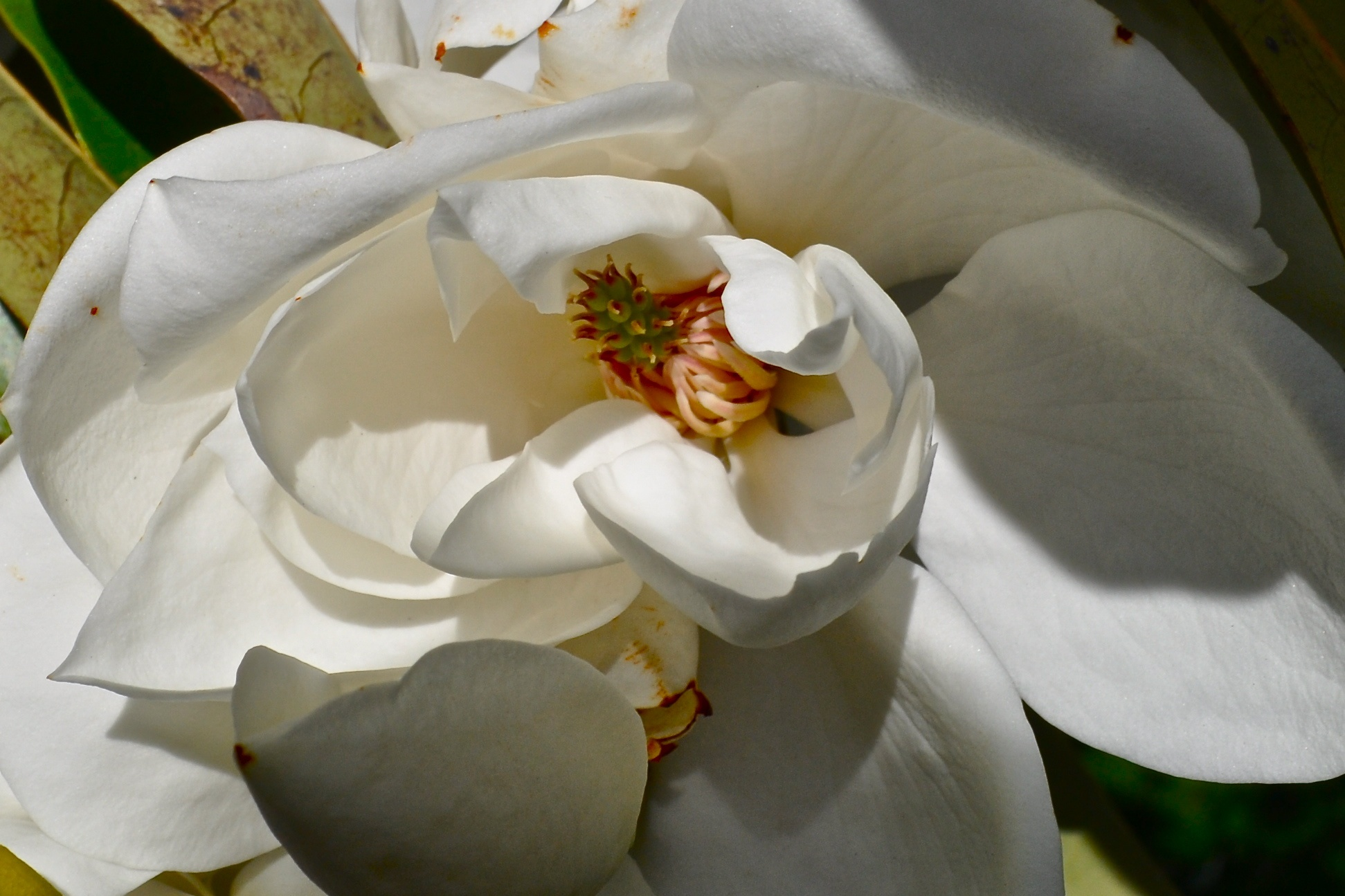
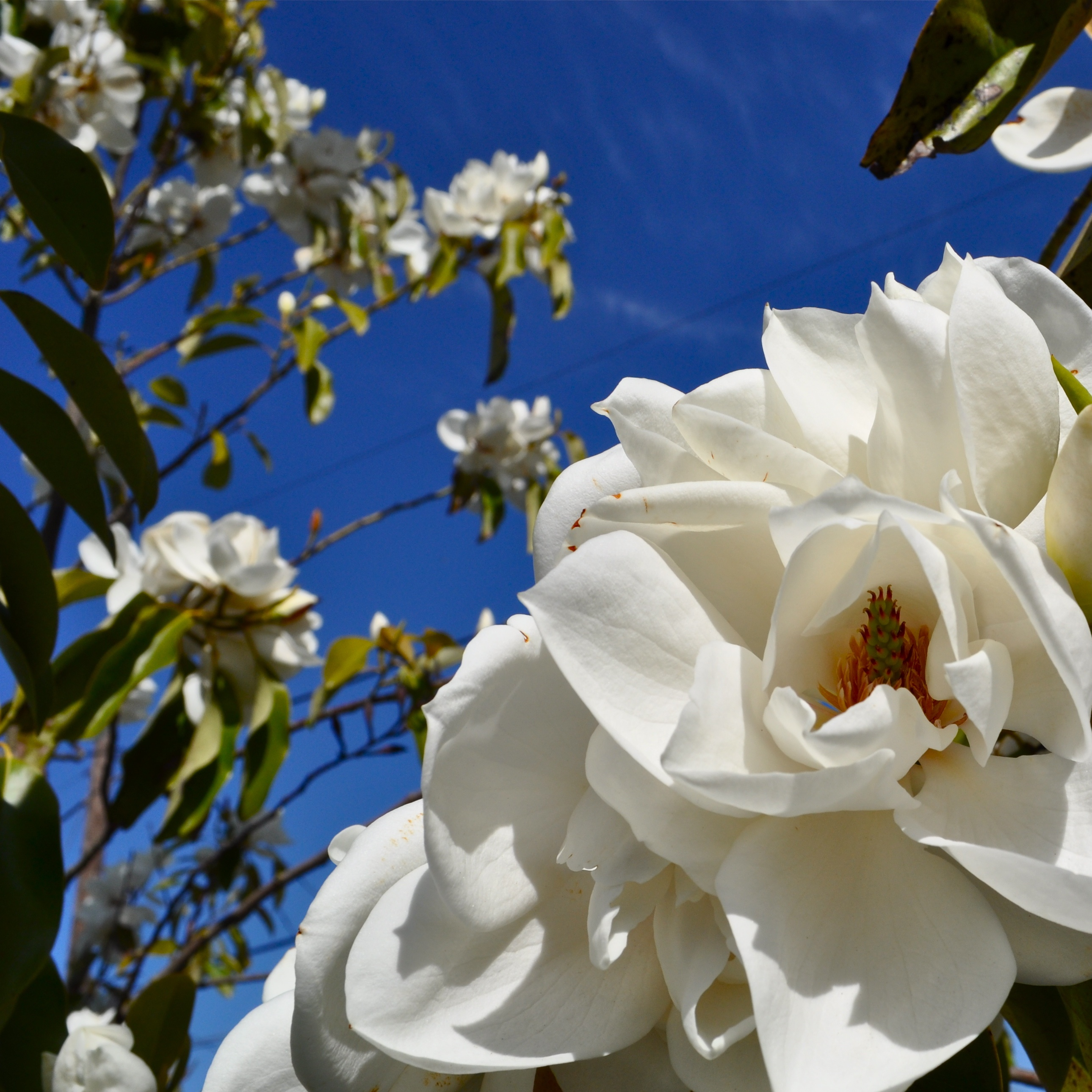
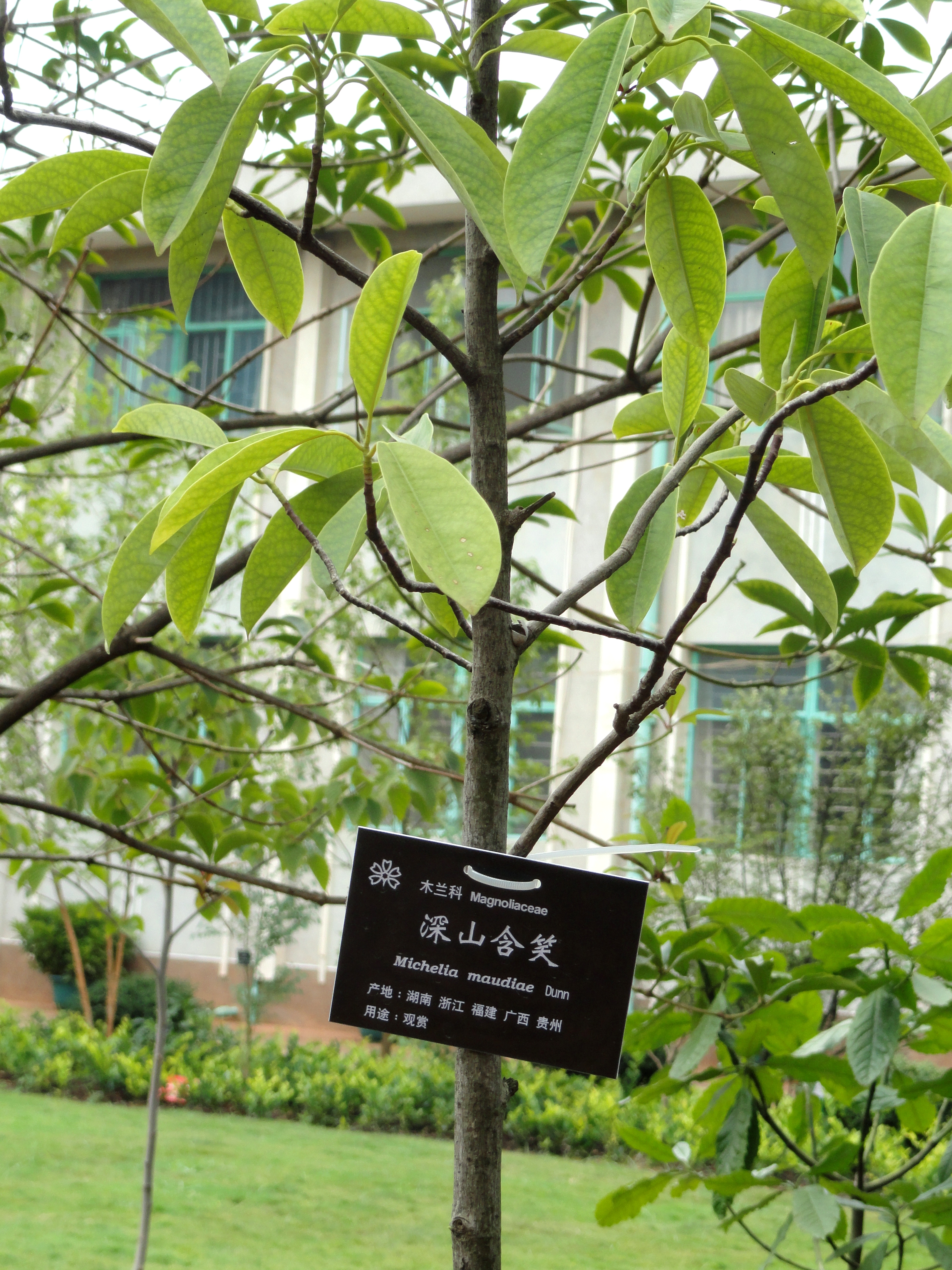
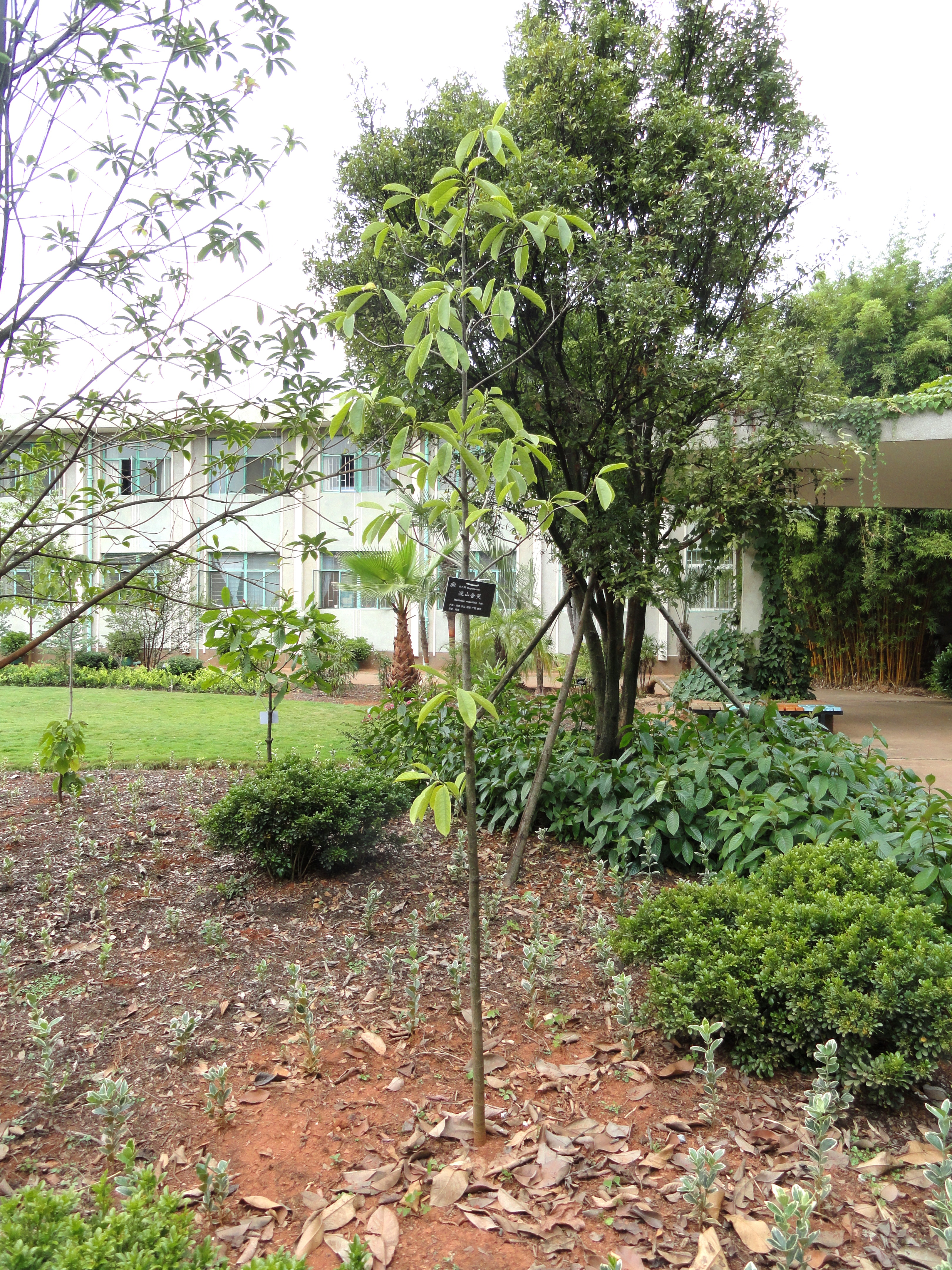
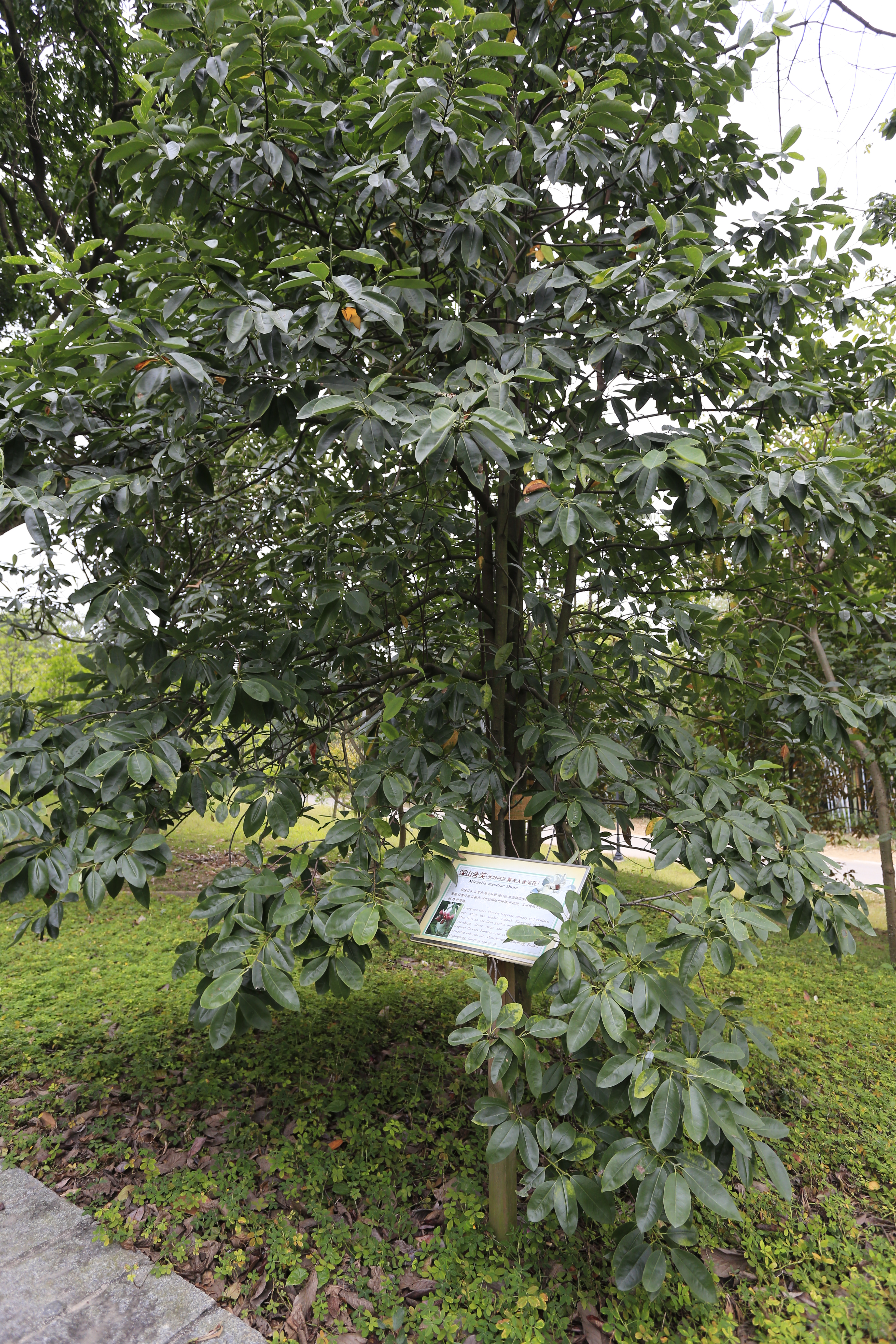
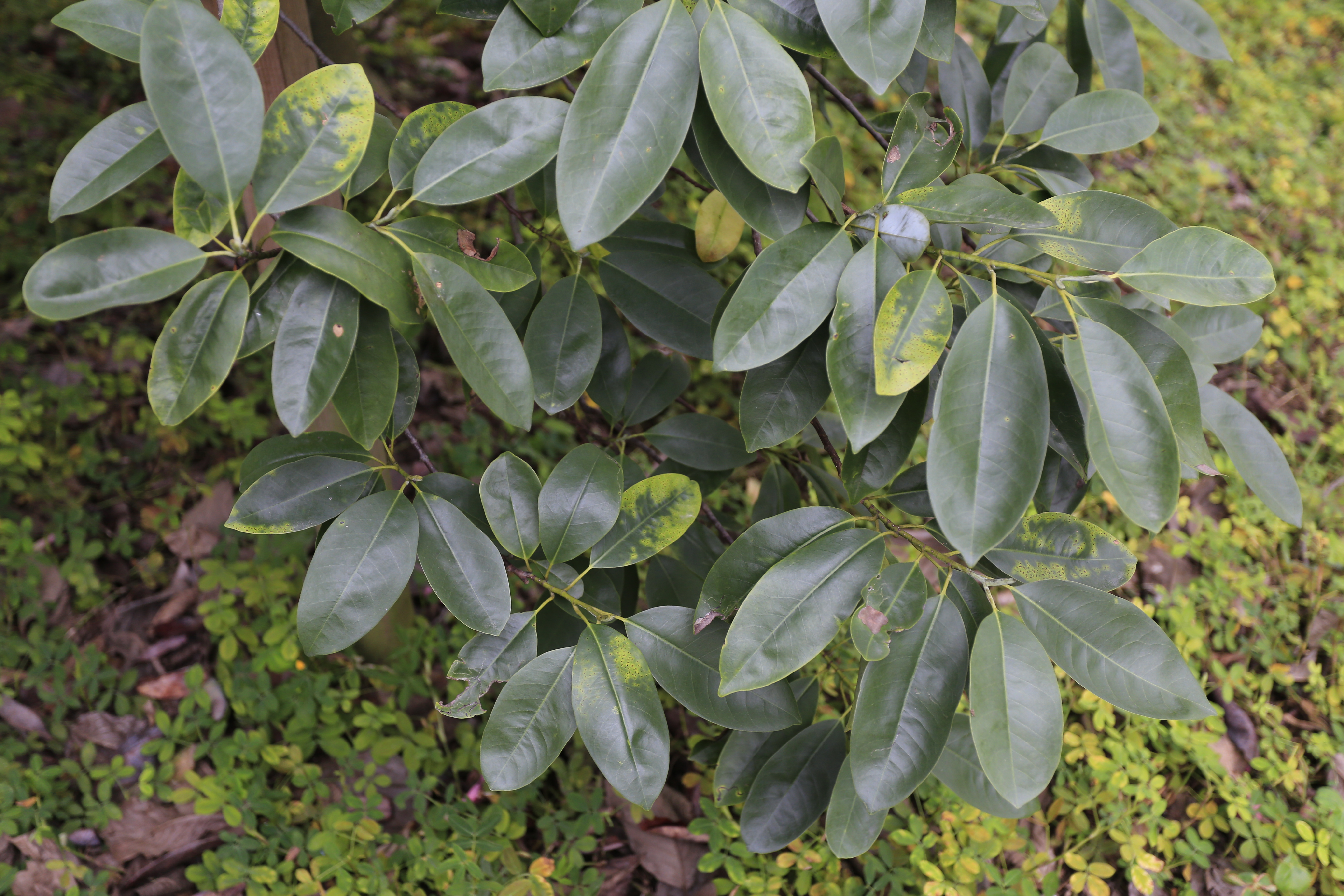